# Обратная мицелла
Обратная мицелла (обращенная мицелла, англ. inverse micelle, reverse micelle) — мицелла, в которой гидрофильные группы формируют ядро, а гидрофобные — внешнюю оболочку. Обратная мицелла образуется молекулами поверхностно-активных веществ если дисперсионной средой является неполярный органический растворитель. Не являются ковалентно связанными макромолекулярными системами, а состоят из большого числа отдельных молекул. Существуют только в растворах, что не позволяет выполнить рентгеноструктурный анализ или использовать в изучении методы с участием микроскопии высокого разрешения.
Обратные мицеллы можно рассматривать как реакторы нанометрового размера, в каждом из которых на одну мицеллу приходится одна молекула фермента.
Применяются для стабилизации ферментов путём введения дополнительных сшивок функциональных групп, присутствующих на поверхности белка, потому что в системе обратных мицелл, в отличие от гомогенных систем, не возникают межбелковые сшивки.